# Краснолуцька міська рада
Краснолу́цька міська́ ра́да — юридично затверджений орган місцевого самоврядування Хрустальненської міської громади Ровеньківського району Луганської області. До 2014 року існував як адміністративно-територіальна одиниця обласного значення із адміністративном центром у місті Красний Луч.

## Адміністративно-територіальна одиниця(до 2014 року)
- Територія ради: 153,56 км²
- Населення ради: 124 033 особи (станом на 1 листопада 2012 року)
- Водоймища на території, підпорядкованій даній раді: річки Довжик, Міус, Хрустальна, Юліна, Глуха, водосховище Янівське.

### Адміністративний устрій
Міській раді підпорядковані:
- м. Красний Луч
- Вахрушівська міська рада
  - м. Боково-Хрустальне
  - смт Садово-Хрустальненський
  - с-ще Трубний
- Міусинська міська рада
  - м. Міусинськ
  - с. Корінне
  - с. Лісне
  - с. Новоєлизаветівка
- Петровська міська рада
  - м. Петрово-Красносілля
  - смт Федорівка
  - с-ще Буткевич
  - с-ще Вергулівське
  - с. Воскресенівка
- Запорізька селищна рада
  - смт Запоріжжя
  - с. Жереб'яче
  - с-ще Комендантське
- Софіївська селищна рада
  - смт Софіївський
  - смт Грушове
  - с-ще Давидівка
- Хрустальненська селищна рада
  - смт Хрустальне
  - смт Княгинівка
  - с-ще Хрустальний
- Штерівська селищна рада
  - смт Штерівка

## Склад ради
Рада складається з 50 депутатів та голови.
- Голова ради: Філіппова Марина Вікторівна
- Секретар ради: Родченко Володимир Володимирович

### Керівний склад попередніх скликань
| ПІБ                         | Основні відомості                                                       | Дата обрання | Дата звільнення |
| --------------------------- | ----------------------------------------------------------------------- | ------------ | --------------- |
| Антощенко Микола Іванович   | Міський голова, 1949 року народження, член Партії регіонів              | 26.03.2006   | 31.10.2010      |
| Філіппова Марина Вікторівна | Міський голова, 1966 року народження, освіта вища, член Партії регіонів | 31.10.2010   |                 |

Примітка: таблиця складена за даними джерела

### Депутати
За результатами місцевих виборів 2010 року депутатами ради стали:

#### За суб'єктами висування
| Суб'єкт висування                        | Кількість обраних депутатів | %  |
| ---------------------------------------- | --------------------------- | -- |
| Партія регіонів                          | 38                          | 76 |
| Комуністична партія України              | 6                           | 12 |
| Політична партія «Сильна Україна»        | 3                           | 6  |
| Прогресивна соціалістична партія України | 3                           | 6  |

#### За округами
| № округу                                 | Прізвище, ім'я, по батькові       | Дата визнання обраним | Освіта                    | Партійна приналежність                          | Відомості про обраного депутата                                                                 |
| ---------------------------------------- | --------------------------------- | --------------------- | ------------------------- | ----------------------------------------------- | ----------------------------------------------------------------------------------------------- |
| Комуністична партія України              |                                   |                       |                           |                                                 |                                                                                                 |
| б/м                                      | Каліновський Володимир Андрійович | 03.11.2010            | Освіта вища               | член Комуністичної партії України               | Краснолуцький РМЗ ДП «ДА», начальник дільниці                                                   |
| б/м                                      | Ахтирський Сергій Павлович        | 03.11.2010            | Освіта вища               | член Комуністичної партії України               | Митний пост «Красний Луч» Луганської митниці, провідний інспектор                               |
| б/м                                      | Серов Сергій Вікторович           | 03.11.2010            | Освіта вища               | позапартійний                                   | ТОВ «Укрпродсервіс ЛТД», генеральний директор                                                   |
| б/м                                      | Пантелійчук Володимир Олексійович | 03.11.2010            | Освіта вища               | член Комуністичної партії України               | Луганська філія ДП «Регіональні електричні мережі», електромонтер служби релейного захисту      |
| 15                                       | Зайцев Станіслав Григорійович     | 03.11.2010            | Освіта вища               | позапартійний                                   | Штерівський енергетичний технікум, директор                                                     |
| 16                                       | Скляров Микола Костянтинович      | 03.11.2010            | Освіта вища               | позапартійний                                   | ТОВ «Луганська вода», технічний директор                                                        |
| Партія регіонів                          |                                   |                       |                           |                                                 |                                                                                                 |
| б/м                                      | Родченко Володимир Володимирович  | 03.11.2010            | Освіта вища               | член Партії регіонів                            | Виконком Краснолуцької міської ради, начальник відділу                                          |
| б/м                                      | Момотов Юрій Леонідович           | 03.11.2010            | Освіта середня            | член Партії регіонів                            | Приватне мале підприємство «Фагот», генеральний директор                                        |
| б/м                                      | Ізотова Катерина Олександрівна    | 03.11.2010            | Освіта вища               | член Партії регіонів                            | Краснолуцька міська рада ветеранів, голова                                                      |
| б/м                                      | Осинський Ігор Олексійович        | 03.11.2010            | Освіта вища               | член Партії регіонів                            | Відокремлене підприємство ш. «Міусинська» ДП «Донбасантрацит», начальник відділу кадрів         |
| б/м                                      | Овсянніков Геннадій Володимирович | 03.11.2010            | Освіта вища               | член Партії регіонів                            | Інспекція архітектурно-будівельного контролю в Луганській області, головний державний інспектор |
| б/м                                      | Самохін Василь Геннадійович       | 03.11.2010            | Освіта вища               | член Партії регіонів                            | Управління житлово-комунального гсподарства Краснолуцької міської ради, заступник начальника    |
| б/м                                      | Овсянніков Олег Володимирович     | 03.11.2010            | Освіта вища               | член Партії регіонів                            | Комунальне підприємство «Сервіс» Краснолуцької міської ради, директор                           |
| б/м                                      | Кукуяшний Володимир Вікторович    | 03.11.2010            | Освіта середня            | член Партії регіонів                            | Комунальне підприємство «Сервіс» Краснолуцької міської ради, контролер                          |
| б/м                                      | Тюрін Станіслав Миколайович       | 03.11.2010            | Освіта середня            | член Партії регіонів                            | тимчасово не працює                                                                             |
| б/м                                      | Хижняк Вячеслав Павлович          | 03.11.2010            | Освіта вища               | член Партії регіонів                            | Комунальне підприємство «Сервіс» Краснолуцької міської ради, контролер                          |
| б/м                                      | Мягкая Людмила Іванівна           | 03.11.2010            | Освіта вища               | член Партії регіонів                            | Управління охорони здоров'я Краснолуцької міської ради, заступник начальника управління         |
| б/м                                      | Вергунов Геннадій Пантелійович    | 03.11.2010            | Освіта вища               | член Партії регіонів                            | Краснолуцький міський комітет Профспілки працівників освіти і науки, голова                     |
| б/м                                      | Юденко Олександр Олексійович      | 03.11.2010            | Освіта середня            | член Партії регіонів                            | Краснолуцька організація «Союз Чорнобиль», голова                                               |
| б/м                                      | Коротченко Тамара Петрівна        | 03.11.2010            | Освіта середня            | член Партії регіонів                            | ВАТ «Автотранспортне підприємство 10911», заступник генерального директора                      |
| б/м                                      | Заволодько Володимир Петрович     | 03.11.2010            | Освіта вища               | член Партії регіонів                            | ВАТ «Краснолуцький машино-будівний завод», виконавчий директор                                  |
| 1                                        | Красняєв Анатолій Петрович        | 03.11.2010            | Освіта вища               | член Партії регіонів                            | ОСББ «Новий», голова правління                                                                  |
| 2                                        | Коробкова Тетяна Миколаївна       | 03.11.2010            | Освіта вища               | член Партії регіонів                            | загальноосвітня школа I-III ст. № 20, директор                                                  |
| 3                                        | Федоров Віктор Вікторович         | 03.11.2010            | Освіта вища               | член Партії регіонів                            | Приватне підприємство «Март», заступник директора                                               |
| 4                                        | Душкін Володимир Іванович         | 03.11.2010            | Освіта середня            | член Партії регіонів                            | Товариство співвласників багатоквартирних будинків «Уют», голова правління                      |
| 5                                        | Марценюк Петро Аксентійович       | 03.11.2010            | Освіта вища               | член Партії регіонів                            | ДНЗ «Краснолуцький центр професійно-технічної освіти», директор                                 |
| 6                                        | Солдатченко Сергій Вікторович     | 03.11.2010            | Освіта вища               | член Партії регіонів                            | Товариство співвласників багатоквартирних будинків, голова правління                            |
| 7                                        | Григоренко Євген Олександрович    | 03.11.2010            | Освіта вища               | член Партії регіонів                            | Комунальна установа "Міська лікарня «Княгінінська», головний лікар                              |
| 8                                        | Шембель Валентина Павлівна        | 03.11.2010            | Освіта вища               | член Партії регіонів                            | Фонд «Милосердя», віцепрезидент                                                                 |
| 9                                        | Вадехін Микола Володимирович      | 03.11.2010            | Освіта вища               | член Партії регіонів                            | відділ матеріального постачання ВАТ «Краснолуций машзавод», начальник                           |
| 10                                       | Рак Валентина Григоріївна         | 03.11.2010            | Освіта вища               | член Партії регіонів                            | Краснолуцька гімназія № 1 ім. Л.Литвяк, директор                                                |
| 11                                       | Бондарук Валентина Петрівна       | 03.11.2010            | Освіта вища               | член Партії регіонів                            | Комунальне підприємство "Луганська обласна «Фармація», міжлікарняна аптека № 264, завідувачка   |
| 12                                       | Грезент Едуард Васильович         | 03.11.2010            | Освіта вища               | член Партії регіонів                            | Фізична особа підприємець Момотов Ю. Л., начальник служби охорони                               |
| 13                                       | Ніколаєв Сергій Олександрович     | 03.11.2010            | Освіта вища               | член Партії регіонів                            | ВП "ш. «Новопавлівська» ДП «ДА», головний інженер                                               |
| 14                                       | Мезеря Леонід Георгійович         | 03.11.2010            | Освіта вища               | член Партії регіонів                            | ВП ш. «Міусинська» ДП «ДА», в.о. директора                                                      |
| 17                                       | Руденко Олександр Якович          | 03.11.2010            | Освіта вища               | член Партії регіонів                            | ВП ш. «Княгінінська» ДП «ДА», в.о. директора                                                    |
| 18                                       | Шликов Анатолій Іванович          | 03.11.2010            | Освіта вища               | член Партії регіонів                            | Відокремлений підрозділ ш. «Хрустальська» ДП «ДА», директор                                     |
| 19                                       | Левко Ірина Михайлівна            | 03.11.2010            | Освіта вища               | позапартійна                                    | Вахрушевський навчально-виховний комплекс № 2, «Берегиня», вчитель                              |
| 20                                       | Степаненко Олег Віталійович       | 03.11.2010            | Освіта середня спеціальна | член Партії регіонів                            | Добувна дільниця ТОВ ш. «Садова», начальник                                                     |
| 21                                       | Шамов Василь Вікторович           | 03.11.2010            | Освіта вища               | член Партії регіонів                            | ВП шахта «Краснокутська», ДП «ДА», директор                                                     |
| 22                                       | Кобзина Наталія Анатоліївна       | 03.11.2010            | Освіта вища               | член Партії регіонів                            | Служба у справах дітей Краснолуцького міськвиконкому, начальник                                 |
| 23                                       | Кучерук Степан Федосійович        | 03.11.2010            | Освіта середня спеціальна | член Партії регіонів                            | ХО ім. «Петровського», бухгалтер-ревізор                                                        |
| 24                                       | Зубенко Ольга Павлівна            | 03.11.2010            | Освіта вища               | член Партії регіонів                            | ДШМ м. Петровське, директор                                                                     |
| 25                                       | Юдіна Наталія Михайлівна          | 03.11.2010            | Освіта вища               | член Партії регіонів                            | Газета «Вісник ветерана», редактор                                                              |
| Політична партія «Сильна Україна»        |                                   |                       |                           |                                                 |                                                                                                 |
| б/м                                      | Погодін-Новіков Джан Георгійович  | 03.11.2010            | Освіта вища               | член Політичної партії «Сильна Україна»         | Публічне акціонерне товариство «Укрсоцбанк», керівник Краснолуцького відділення                 |
| б/м                                      | Морозов Олександр Миколайович     | 03.11.2010            | Освіта вища               | член Політичної партії «Сильна Україна»         | приватний підприємець                                                                           |
| б/м                                      | Денисов Віктор Миколайович        | 03.11.2010            | Освіта вища               | позапартійний                                   | Управління Пенсійного Фонду України в м. Красний Луч, начальник                                 |
| Прогресивна соціалістична партія України |                                   |                       |                           |                                                 |                                                                                                 |
| б/м                                      | Лук'яненко Сергій Васильович      | 03.11.2010            | Освіта вища               | член Прогресивної соціалістичної партії України | пенсіонер                                                                                       |
| б/м                                      | Годунов Віктор Григорійович       | 03.11.2010            | Освіта вища               | член Прогресивної соціалістичної партії України | пенсіонер                                                                                       |
| б/м                                      | Борисенко Дмитро Леонідович       | 03.11.2010            | Освіта вища               | позапартійний                                   | ТОВ «Донуголь-Альянс», директор                                                                 |